# Trophonopsis beringi
Trophonopsis beringi är en snäckart som först beskrevs av Dall 1902.  Trophonopsis beringi ingår i släktet Trophonopsis och familjen purpursnäckor. Inga underarter finns listade i Catalogue of Life.